# Kanton Charolles
Der Kanton Charolles ist seit 1790 ein französischer Wahlkreis in den Arrondissements Autun und Charolles, im Département Saône-et-Loire und in der Region Bourgogne-Franche-Comté. Sein Hauptort ist Charolles.

## Gemeinden
Der Kanton besteht aus 32 Gemeinden mit insgesamt 14.910 Einwohnern (Stand: 1. Januar 2022) auf einer Gesamtfläche von 631,58 km²:
| Gemeinde                         | Einwohner 1. Januar 2022 | Fläche km² | Dichte Einw./km² | Code INSEE | Postleitzahl | Arrondissement |
| -------------------------------- | ------------------------ | ---------- | ---------------- | ---------- | ------------ | -------------- |
| Ballore                          | 90                       | 10,75      | 8                | 71017      | 71220        | Charolles      |
| Baron                            | 279                      | 13,29      | 21               | 71021      | 71120        | Charolles      |
| Beaubery                         | 361                      | 22,98      | 16               | 71025      | 71220        | Charolles      |
| Champlecy                        | 208                      | 22,82      | 9                | 71082      | 71120        | Charolles      |
| Changy                           | 441                      | 20,12      | 22               | 71086      | 71120        | Charolles      |
| Charolles                        | 2.789                    | 19,98      | 140              | 71106      | 71120        | Charolles      |
| Colombier-en-Brionnais           | 314                      | 13,37      | 23               | 71141      | 71800        | Charolles      |
| Dyo                              | 325                      | 15,80      | 21               | 71185      | 71800        | Charolles      |
| Fontenay                         | 56                       | 2,46       | 23               | 71203      | 71120        | Charolles      |
| Grandvaux                        | 86                       | 6,18       | 14               | 71224      | 71430        | Charolles      |
| Le Rousset-Marizy                | 603                      | 55,49      | 11               | 71279      | 71220        | Charolles      |
| Lugny-lès-Charolles              | 324                      | 16,72      | 19               | 71268      | 71120        | Charolles      |
| Marcilly-la-Gueurce              | 135                      | 11,08      | 12               | 71276      | 71120        | Charolles      |
| Martigny-le-Comte                | 404                      | 37,27      | 11               | 71285      | 71220        | Charolles      |
| Mornay                           | 142                      | 20,18      | 7                | 71323      | 71220        | Charolles      |
| Oudry                            | 384                      | 20,78      | 18               | 71334      | 71420        | Charolles      |
| Ouroux-sous-le-Bois-Sainte-Marie | 66                       | 4,80       | 14               | 71335      | 71800        | Charolles      |
| Ozolles                          | 371                      | 27,20      | 14               | 71339      | 71120        | Charolles      |
| Palinges                         | 1.413                    | 36,55      | 39               | 71340      | 71430        | Charolles      |
| Pouilloux                        | 955                      | 18,40      | 52               | 71356      | 71220        | Autun          |
| Prizy                            | 56                       | 4,26       | 13               | 71361      | 71800        | Charolles      |
| Saint-Aubin-en-Charollais        | 493                      | 19,61      | 25               | 71388      | 71430        | Charolles      |
| Saint-Bonnet-de-Joux             | 797                      | 29,43      | 27               | 71394      | 71220        | Charolles      |
| Saint-Bonnet-de-Vieille-Vigne    | 217                      | 17,81      | 12               | 71395      | 71430        | Charolles      |
| Saint-Germain-en-Brionnais       | 177                      | 5,96       | 30               | 71421      | 71800        | Charolles      |
| Saint-Julien-de-Civry            | 468                      | 21,01      | 22               | 71433      | 71800        | Charolles      |
| Saint-Romain-sous-Gourdon        | 480                      | 18,78      | 26               | 71477      | 71230        | Autun          |
| Saint-Vincent-Bragny             | 997                      | 41,00      | 24               | 71490      | 71430        | Charolles      |
| Suin                             | 274                      | 21,98      | 12               | 71529      | 71220        | Charolles      |
| Vaudebarrier                     | 207                      | 8,00       | 26               | 71562      | 71120        | Charolles      |
| Vendenesse-lès-Charolles         | 738                      | 27,38      | 27               | 71564      | 71120        | Charolles      |
| Viry                             | 260                      | 20,14      | 13               | 71586      | 71120        | Charolles      |
| Kanton Charolles                 | 14.910                   | 631,58     | 24               | 7109       | –            | –              |

Bis zur landesweiten Neuordnung der französischen Kantone im März 2015 gehörten zum Kanton Charolles die 13 Gemeinden Baron, Champlecy, Changy, Charolles, Fontenay, Lugny-lès-Charolles, Marcilly-la-Gueurce, Ozolles, Prizy, Saint-Julien-de-Civry, Vaudebarrier, Vendenesse-lès-Charolles und Viry. Sein Zuschnitt entsprach einer Fläche von 21,46 km km2. 

## Veränderungen im Gemeindebestand seit der landesweiten Neuordnung der Kantone
2016: Fusion Le Rousset und Marizy → Le Rousset-Marizy

## Bevölkerungsentwicklung
| Jahr                       | 1962 | 1968 | 1975 | 1982 | 1990 | 1999 | 2007 |
| Einwohner                  | 7483 | 7847 | 7547 | 7012 | 6551 | 6609 | 6545 |
| Quellen: Cassini und INSEE |      |      |      |      |      |      |      |